# Vosteen (Dreirad)
Unter der Marke Vosteen wurden von ca. 1935 bis 1939 Lastendreiräder hergestellt.

## Unternehmensgeschichte
Die Adressbücher von Bremen aus den 1930er-Jahren geben über dieses Unternehmen Auskunft: H. Vosteen hatte spätestens seit 1932 eine Schlosserei und Fahrradhandlung im Buntentorsteinweg 82 in Bremen. Seit 1935 firmierte er mit „Fabrikation von Transportdreirädern für alle Branchen, Krankenwagen usw.“ in der ca. 1,5 km vom Buntentorsteinweg entfernten Grünenstraße 113.
Ausweislich der überlieferten Statistiken wurden 48 Lastendreiräder im Jahr 1935, 29 Stück im Jahr 1936, 41 Stück im Jahr 1937 und 42 Stück im Jahr 1939 in Deutschland für den Straßenverkehr zugelassen. Setzt man für 1938 eine ähnliche Stückzahl voraus und unterstellt weiterhin, dass kein Stück dieser seltenen Marke exportiert wurde, dann ist eine Gesamtstückzahl von etwa 200 zwischen 1935 und 1939 gebauter Lastendreiräder anzunehmen. 1940 erscheint die Firma in den Statistiken nicht mehr, es dürfte daher 1939 der Schell-Plan dem Unternehmen ein Ende gesetzt haben.
Neben Dreiradfahrzeugen sollen auch Motorräder gebaut worden sein.

## Technische Daten
Die Dreiräder hatten einen Einzylinder-Zweitaktmotor – höchstwahrscheinlich von ILO – mit 197 cm³ Hubraum und 5,5 PS. Irgendwelche Fotos oder Zeichnungen der gebauten Fahrzeuge sind nicht bekannt, ebenso gibt es heute wohl kein Exemplar dieser Marke mehr; sodass über das Aussehen und sonstige technische Daten der Vosteen-Dreiradlieferwagen nichts gesagt werden kann.